# Sandsjöbacka naturreservat, Hallands län
Sandsjöbacka är ett naturreservat i Släps och Tölö socknar i Kungsbacka kommun i Halland. Reservatet ingår i EU-nätverket Natura 2000 och det förvaltas av Västkuststiftelsen. Reservatet vid Sveriges första ekodukt Sandsjöbacka-ekodukten och gränsar till motsvarande reservat i Västra Götalands län; Sandsjöbacka naturreservat, Västra Götalands län.
De högre partierna av reservatet domineras av ljunghedar och i dalarna finns skog med mycket ek,  björk och klibbal. I reservatet finns också rikkärr, mineralrika myrmarker med stor biologisk mångfald. På hedarna blommar ljung, klockljung och pors och i myrarna blommar myrlilja. Ett 80-tal fågelarter häckar i reservatet. Största insjö är Sandsjö där skäggdopping häckar. Andra insjöar är Kringlevatten, Långevatten och Rubbesjö.